# Gilles Dorronsoro
 (mars 2021).
Gilles Dorronsoro, né le 12 décembre 1962 à Clermont-Ferrand, est un chercheur en science politique français, spécialiste de l'Afghanistan et de la Turquie contemporains.

## Biographie
Après avoir obtenu en 1996 un doctorat en sociologie politique à l'École des hautes études en sciences sociales (EHESS) pour ses recherches sur l'Afghanistan, Gilles Dorronsoro a été professeur de science politique à l'université Panthéon-Sorbonne et à l'Institut d'études politiques de Rennes (Sciences Po Rennes), ainsi que coordinateur scientifique à l'Institut français d'études anatoliennes. Il a été chercheur invité à la Fondation Carnegie pour la paix internationale.
Il est aujourd'hui enseignant en relations internationales à la Sorbonne. Il est le cofondateur du European Journal of Turkish Studies et du South Asia Multidisciplinary Academic Journal.

## Publications

### Ouvrages
- La Révolution afghane, des communistes aux tâlebân, Khartala, 2000
- (en) Revolution Unending: Afghanistan, 1979 to the Present, Columbia University Press, 2005
- La Turquie conteste : régime sécuritaire et mobilisations sociales, Éditions du CNRS, 2005
- La Turquie, périphérie occidentale ou puissance d'Asie ?, éditions Autrement, 2009
- Le Reniement démocratique. Néolibéralisme et injustice sociale, éditions Fayard, coll. « Raison de plus », 2019[6]
- Le gouvernement transnational de l'Afghanistan. Une si prévisible défaite, Khartala, 2021
- Le plus grand des maux. Sociologie des guerres civiles, CNRS Éditions, 2025.

### Articles
- « La torture discrète : capital social, radicalisation et désengagement militant dans un régime sécuritaire », European Journal of Turkish Studies 8 | 2008[7]